# Le Scandale (roman)
Pour les articles homonymes, voir Le Scandale.
Le Scandale est un roman de Pierre Bost paru en 1931 aux éditions Gallimard et ayant reçu le Prix Interallié la même année.

## Résumé
Un résumé du livre est disponible sur le site internet de l'éditeur, au lien suivant : Le Scandale de Pierre Bost, sur gallimard.fr.

## Éditions
- Le Scandale, éditions Gallimard, 1931.